# Negacionisme del canvi climàtic

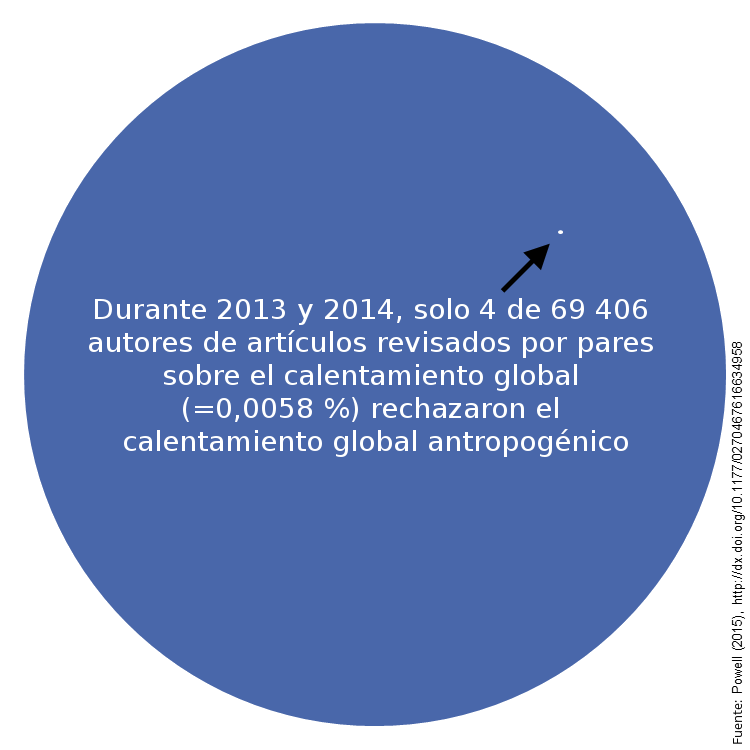
El consens científic

La negació del canvi climàtic antropogènic és un corrent ideològic oposat a l'explicació de l'escalfament global com causat per les activitats industrials. Els que la segueixen, ho atribueixen a causes espontànies, com canvis cíclics del Sol, de la Terra, o a l'acció de raigs còsmics. Sostenen que és un fenomen que ha succeït diverses vegades, ja molt abans de l'era industrial i abans de l'aparició de l'ésser humà. La negació del canvi climàtic també pot estar implícita, quan els individus o els grups socials accepten la ciència però no accepten o no tradueixen la seva acceptació en acció. Diversos estudis de ciències socials han analitzat aquestes posicions com a formes de negació, pseudociència o propaganda.
Hi ha dos tipus de rebuig: rebuig passiu (resposta freqüent devant un fenomen amenaçador) i rebuig explícit (les interpretacions de consens establerts des de la ciència del clima)
La negació del canvi climàtic s'atribueix a interessos econòmics. Generalment s'assenyala a les multinacionals que exploten combustibles fòssils, i a indústries que requereixen gran consum d'energia de fomentar-lo en el seu interès.

Segons el Panell Intergovernamental sobre Canvi Climàtic, “Des que van començar les avaluacions científiques sistemàtiques a la dècada de 1970, la influència de l'activitat humana en l'escalfament del sistema climàtic ha evolucionat de la teoria al fet establert".
Les companyies petrolieres han publicat investigacions àmpliament en línia amb les opinions estàndard sobre l'escalfament global. Malgrat això, les companyies petrolieres van organitzar una campanya de negació del canvi climàtic per difondre la desinformació pública durant diverses dècades, una estratègia que es pot comparar amb la negació organitzada dels perills del tabaquisme.

## Escepticisme davant de la negació
El «modern escepticisme», d'acord amb Michael Shermer, editor de la revista trimestral sobre escepticisme científic Skeptic, «es materialitza en el mètode científic, que implica controlar les dades per formular i provar explicacions naturals d'un fenomen natural. Una afirmació es fa factual quan es confirma fins a tal punt que seria raonable per proveir un acord temporal». Termes com «negació de l'escalfament global» i «negació del canvi climàtic» han estat usats des de 2000 per descriure oposicions al consens científic.
La revista Newsweek va reportar el 2007 que la negació de l'escalfament global és una campanya coordinada i finançada per científics opositors, laboratoris d'idees neoliberals i industrials que «ha creat una boira paralitzant de dubtes al voltant del canvi climàtic». Newsweek ha publicat una refutació del redactor Robert J. Samuelson, trucant a «la vasta sobresimplificació d'una desordenada història» i «fonamentalment enganyosa». Hi argumenta que «els periodistes haurien de resistir la temptació de retratar l'escalfament global com un concepte moral… On qui en qüestioni la gravetat o proposi altres solucions sigui ridiculitzat».
Diversos comentaristes han comparat la negació del canvi climàtic amb la negació de l'Holocaust, mentre altres han condemnat aquestes comparacions com inadequades i poc feliços.
D'altra banda, fa alguns anys, quan es va començar a parlar de canvi climàtic, hi va haver alguns polítics que ho van negar i fins i tot van intentar ocultar informació a la població. Clar exemple d'això va ser el que va passar en el Govern de George W. Bush, on es van ocultar unes imatges preses per satèl·lits espies que confirmen que en els últims anys extensions grosses de terres en latituds molt altes han perdut la capa de gel que les cobria durant els mesos d'estiu. Les fotografies, un secret ben guardat durant el govern del president George W. Bush, van ser classificades per la Casa Blanca perquè no sortissin a la llum. Els hidrocarburs són actualment el motor del món i qui controla aquest recurs té el control d'una part substancial de l'economia del planeta. En aquest context, és molt difícil que nacions com els Estats Units acceptin la transformació dels sectors energètic i automobilístic, entre d'altres, per limitar el canvi climàtic, implicaria realitzar inversions per milers de milions de dòlars.

## Indústria de la negació

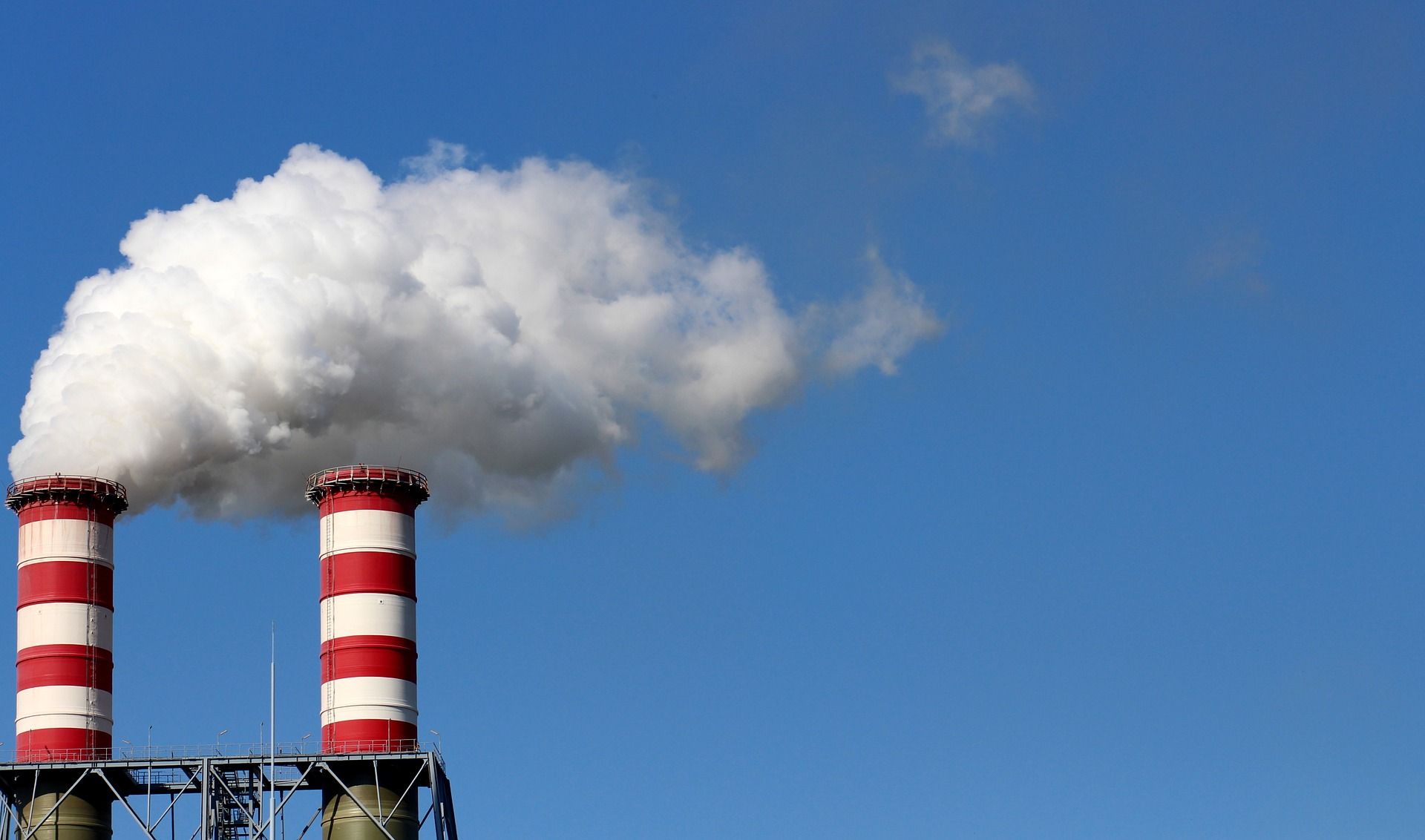

El 1998, John H. Cushman del diari The New York Times va reportar en un memoràndum escrit per un especialista en relacions públiques pel American Petroleum Institute: La nota descriu un pla per reclutar quadres de científics que comparteixen els punts de vista de la indústria amb el canvi climàtic, i entrenar-los en relacions públiques per ajudar-los a convèncer periodistes, polítics i al públic que el risc de l'escalfament global és molt inexacte a justificar controls sobre els gasos d'hivernacle. Com a part de l'estratègia de posar US$ 5.000.000 per «maximitzar l'impacte de les visions científiques consistents amb el Congrés, els mitjans i altres audiències importants,» el document esmenta:
Es proposa per als mitjans de comunicació un pressupost de 600.000 dòlars, sense comptar els diners de la publicitat, que es dirigeix a escriptors, editors, columnistes i corresponsals de la cadena de televisió, amb fins a «20» científics climatòlegs «contractats expressament» per injectar credibilitat i responsabilitat científica en el debat sobre el clima mundial, el que planteja interrogants sobre la subcotizació i la saviesa científica dominant».
Diversos periodistes han argumentat que l'estratègia recorda l'adoptada per lobbyistes del tabac després de ser confrontats amb noves evidències vinculant el tabac amb càncer - per canviar la percepció pública dels descobriments cap a la d'un mite, reclams injustificats, o exageracions en lloc de la teoria científica dominant. El 2006, The Guardian va reportar:
Hi ha clares similituds entre el llenguatge usat i les aproximacions adoptades per Philip Morris i per les organitzacions fundades per ExxonMobil. Els dos lobbies van usar la mateixa terminologia, semblant haver estat inventat pels consultors de Philip Morris. La «ciència d'escombraries» amb estudis amb revisió per parells van mostrar que fumar està lligat amb càncer i altres disfuncions. La «ciència clara» va fer estudis patrocinats per la indústria del tabac suggerint que l'estudi estava inconclús. Tots dos lobbies van reconèixer que la seva millor oportunitat d'evitar la regulació era desafiar el consens científic. En una nota interna de l'empresa tabaquera Brown & Williamson van anotar: «El dubte és el nostre producte, ja que és la millor manera de competir amb les evidències que existeixen en la ment del públic en general. També és el mitjà de crear una controvèrsia».
El president de la National Academy of Sciences Dr. Frederick Seitz va guanyar «aproximadament US $ 585.000» en els 1970s i 1980s com a consultor de R. J. Reynolds Tobacco Company mentre continuava «percebent el seu salari com a 'president emèrit' a la Rockefeller University». R.J. Reynolds va contribuir amb $ 45 milions als estudis mèdics coordinads per Seitz et al. Encara que l'estudi no va tocar els temes de tabaquisme i salut, «la indústria freqüentment feia córrer històries a diaris i revistes citant els seus multimilionaris estudis programàtics com a prova dels seus esforços cap a la ciència-i argumentant que l'evidència en els efectes sobre la salut de fumar estaven barrejats».

Seitz va passar a presidir grups tals com el Science and Environmental Policy Project i el George C. Marshall Institute i afirmant que suposadament han realitzat esforços per «minimitzar» l'escalfament global. Seitz va dir en els 1980s que «l'escalfament global és molt més una qüestió de política que de clima.» En una entrevista d'abril de 2006 va dir que creia: «estem tenint un canvi natural, sigui el que sigui, a causa de causes naturals encara no explorades.» Es va esplaiar dient que «jo diria que és poc probable que ens enfrontem a un greu perill per l'escalfament global» i «Tot bon científic reconeix que hi ha circumstàncies que no poden ser ignorades, però crec que, en les actuals circumstàncies, l'únic que podem fer és continuar com estem i esperar a veure el que el resultat és. «Seitz és autor de l'Oregon Petition, document publicat conjuntament per Marshall i l'Oregon Institutes en oposició al Protocol de Kyoto sobre el canvi climàtic. Aquesta petició i el seu acompanyant «Revisió d'Estudis de l'Evidència d'Escalfament Global» va afirmar:
Els límits proposats dels gasos amb efecte d'hivernacle que danyen l'ambient, entorpeixen l'avanç de la ciència i la tecnologia, i els danys a la salut i el benestar de la humanitat. No hi ha convincent i científica evidència que el diòxid de carboni, metà, o altres gasos d'hivernacle antropogènics estiguin causant o en un futur previsible, causin catastròfic escalfament de l'atmosfera de la Terra, canviant el seu clima. ... Estem vivint en un entorn cada vegada més exuberant de la flora i fauna a conseqüència de l'augment de diòxid de carboni. Els nostres nens gaudiran d'una Terra amb moltes més plantes i vida animal que la que ara estem beneïts. Això és un regal meravellós i inesperat de la Revolució industrial.
Guardian ha reportat que, el 1993, Philip Morris va establir the Advancement of Sound Science Coalition (TASSC) en conjunt amb la signatura de RRPP APCO com a part d'un pla per combatre les regulacions propostes de fumador passiu: «Philip Morris, va dir l'APCO, necessita crear la impressió d'un «moviment popular» que s'havia format espontàniament pels ciutadans afectats per lluitar contra «l'excés de reglamentació». S'ha de descriure el perill del fum de tabac com un simple «temor infundat», entre d'altres, com les preocupacions sobre els pesticides i els telèfons mòbils. «Dins de la dècada, el grup havia també rebut fons d'Exxon:
TASSC, la 'coalició' creat per Philip Morris, va ser la primera i més important de les organitzacions empresarials finançades per negar que el canvi climàtic estigui tenint lloc. S'ha fet més mal a la campanya per posar fi al que cap altre òrgan.
Diversos think tanks finançats per Exxon i, més tard, per ExxonMobil, per impugnar el canvi climàtic també suposadament va rebre fons de Philip Morris com Competitive Enterprise Institute, Cato Institute, Heritage Foundation, Hudson Institute, Institut Fronteres de Llibertat, Reason Foundation, Centre d'Economia i Lleis del George Mason University, i Independent Institute.
Una enquesta duta a terme per la Royal Society va trobar que el 2005 la ExxonMobil va distribuir $ 2,9 m a 39 grups que la Societat va cridar «tergiversadors de la ciència del canvi climàtic mitjançant la negació pura i simple de les proves».

## Instàncies dels negadors del canvi climàtic

### Sector públic
Un informe de l'Office of the Inspector General de NASA ha revelat que agents de l'Oficina d'Afers Públics van ser culpables de» interferència política inadequada «en els seus intents de restar importància als resultats del canvi climàtic.
El 1994, d'acord amb un memoràndum filtrat, l'influent estrateg republicà Frank Luntz advertit per membres del Partit Republicà, pel que fa al canvi climàtic, que «cal seguir fent de la falta de certesa científica un assumpte primari» i el «desafiament de la ciència» és contractar experts que simpatitzen amb el seu punt de vista. 19 el 2006, Luntz va declarar que encara en '97, '98, la ciència era incerta, però en l'actualitat està d'acord amb el consens científic.

El 2005, el The New York Times va reportar que Philip Cooney, un exlobbista i «líder d'equip de clima» de l'American Petroleum Institute, va dir «repetidament els informes editats del clima pel govern subestimen els vincles entre aquestes emissions i l'escalfament global, segons els documents interns». El govern de G.W. Bush havia contractat Cooney el 2001 com a cap de personal del Consell sobre la qualitat del medi ambient (Council on Environmental Quality) de la Casa Blanca, «l'oficina que ajuda a elaborar i promoure polítiques del govern en temes d'ambient.» The New York Times va informar:
Els experts en clima i representants de grups ambientals, quan es mostren exemples de les seves revisions, s'il·lustra llavors la important influència, en gran part invisible, de Cooney i altres funcionaris de la Casa Blanca amb vincles amb les indústries d'energia que han combatut les restriccions a gasos d'hivernacle.
El diari també afirma sobre «els esforços del govern de Bush per posar en relleu les incerteses en la ciència en apuntar a l'escalfament causat per l'acció humana, que posen els Estats Units en conflicte amb altres nacions i amb grups de científics locals.» Cooney ha informat l'eliminació de tota una secció sobre el clima en un informe, després de la qual cosa un lobby de l'energia li va enviar un fax dient: «Vostè feu un gran treball».
Cooney, va anunciar la seva renúncia l'endemà passat de publicar la seva història sobre la manipulació d'informes científics. Pocs dies després es va anunciar que Cooney prenia una posició en ExxonMobil.
El 2015 van quedar en dubte les investigacions de Wei-Hock Willie Soon, astrofísic de la Universitat Harvard oposat a la teoria del canvi climàtic a conseqüència de l'activitat humana. Soon va dedicar llargs anys a defensar que el canvi climàtic no tenia un origen humà, sinó que estava relacionat amb els cicles d'activitat solar. Greenpeace va rastrejar l'origen de les donacions privades i va descobrir que, al llarg d'una dècada, fons per al Harvard-Smithsonian Institute havien estat aportats per la petroliera Exxon Mobile, la fundació American Petroleum Institute i l'energètica Southern Company, una important consumidora de carbó. Entre els patrocinadors de Soon, es trobava l'American Petroleum Institute, lligat a Indústries Koch. A través d'una xarxa de fundacions i associacions sense ànim de lucre, els germans Koch han finançat, no només investigacions com les de Wei-Hock Soon, sinó també les campanyes electorals de no pocs polítics oposats a les polítiques ambientalistes.

### The Washington Post: informe de juny de 2007
A l'abril, la Cort Suprema dels Estats Units... va reprendre a l'administració per no regular els gasos amb efecte d'hivernacle associats amb l'escalfament global, amb la seva sentència a menys de dos mesos després de la declaració de Cheney que punts de vista conflictius segueixen estant sobre la magnitud de la contribució humana al problema.
El que seria vicepresident Dick Cheney tenia connexions amb el lobby de l'Energia, i amb ExxonMobil en particular, han alimentat les especulacions que la seva caracterització de la ciència del canvi climàtic està vinculat a la «indústria negadora. El 2000, la» grup especial d'Energia «de Cheney, oficialment: «grup de desenvolupament de Polítiques Nacionals d'Energia», va convidar a executius de les majors companyies de petroli: Exxon, Conoco, BP, Royal Dutch Shell, per consultar amb la Casa Blanca sobre el desenvolupament d'una política energètica nacional, encara que això va ser negat inicialment per les empreses participants. Un lobbista d'Exxon - entre d'altres - van ser agraïts per la Subsecretaria d'Assumptes Globals dels EUA pel paper d'Exxon a convèncer el president Bush de rebutjar els acords de Kyoto. D'acord amb la Unió de Científics Preocupats:
En els seus temes de conversa per a una reunió de 2001 amb un grup que incloïa al lobbista d'ExxonMobil Randy Randol (descobert a través de la Legislació sobre Llibertat d'Informació), la subsecretaria d'Afers Globals dels EUA Paula Dobriansky va agrair al grup per les seves idees en les polítiques d'escalfament global, prenent nota que, 'El president dels EUA rebutjar al Protocol de Kyoto, en part, basada en inputs de vostès.'
El Projecte de Responsabilitat Governamental d'"Observacions Científiques de Clima» ha qüestionat el nomenament de l'Administració de funcionaris amb vincles del sector privat, negadors del canvi climàtic:
Jeffrey Salmon és subsecretari de Ciències del Departament d'Energia dels Estats Units. Abans d'arribar a aquest càrrec, del 1991 al 2001 va ser Director Executiu del George C. Marshall Institute, un actor clau en campanyes de desinformació sobre l'escalfament global. El 1998 va participar en el desenvolupament d'un avui notori pla de la indústria petroliera, esponsoreando pla per lliurar una campanya CONTRA la comunitat científica dominant sobre l'escalfament global. Abans d'això, va ser redactor de discursos d'alt nivell per Dick Cheney, quan Cheney va ser Secretari de Defensa.